# نوكيا أكس 2 (2014)
نوكيا إكس 2 هو هاتف ذكي من إنتاج وتطوير شركة نوكيا الفنلندية. أُعلن عنه لأول مرة بتاريخ 17 يوليو سنة 2014م وصدر في الأسواق لأول مرة بتاريخ 24 يوليو سنة 2014م.

## خصائص
- نظام التشغيل :واجهة نوكيا إكس 2.0 (أندرويد 4.3)
- الكاميرا الخلفية :5.0 ميغابيكسل
- الكاميرا الأمامية : 0.3 ميغابيكسل
- الشاشة : 480x800
- الوزن : 150 غرام
- الذاكرة : 1 غيغابايت
- التخزين : 4 غيغابايت
- شريحة الذاكرة : حتى 32 غيغابايت

## انظر إيضا
- مايكروسوفت
- مايكروسوفت موبايل